# گئورگی مارتیروسوف
گئورگی گناری مارتیروسوف (ارمنی: Գեորգի Գենարիի Մարտիրոսով؛  زادهٔ ۴ آوریل ۱۹۳۲ ) یک دانشمند، و سیاستمدار اهل ارمنستان است که از تاریخ تا تاریخ سمت فهرست رئیسان سرویس امنیت ملی ارمنستان را برعهده داشت.

## زندگی‌نامه
در ۴ آوریل ۱۹۳۲ در باکو به دنیا آمد و از دانشگاه دولتی فنی دریایی سن پترزبورگ فارغ‌التحصیل شد. وی برنده جوایزی همچنین جایزه دولتی فدراسیون روسیه و جایزه شورای وزیران اتحاد شورویشده است. 

## یادداشت
1. ↑  տեխնիկական գիտությունների դոկտոր